# Naftalina
O  naftaleno, comercialmente conhecido por naftalina, é um hidrocarboneto aromático cuja molécula é constituída por dois anéis benzênicos condensados. Apresenta a fórmula molecular C10H8. Possui uma Constante de Henry = 4,89.10-2 e  Log Kow = 3,4.
É uma substância cristalina branca, em forma de lâminas, volátil, com um odor degradante e que arde com chama luminosa. Uma das suas formas químicas, o 2-metilnaftalino, pode ser utilizada para a produção de vitamina K. Seu uso é muito perigoso, e tal substância não deve ser utilizada por pessoas abaixo de 18 anos, pode causar sérias irritações no olho e na pele

## Riscos
O naftaleno não se acumula na carne de animais, não prejudicando quem se alimenta dessas carnes. Quando exposto a animais que produzem leite, o composto acaba passando para o leite (leva-se em consideração também a produção de leite materno); o mesmo ocorre na produção de ovos. Pequenas porcentagens foram encontradas em amostras de peixes, crustáceos e moluscos quando a água apresenta alto nível de poluição. 
A exposição a uma grande quantidade de naftaleno pode danificar a produção de glóbulos vermelhos, acarretando em anemia hemolítica. Essa anemia acaba por gerar outros problemas como fadiga, falta de apetite, palidez ou coloração amarelada, inquietação, diarreia, sangue na urina, etc. 
A Agência Internacional para Pesquisas sobre o Câncer (IARC) concluiu que o naftaleno é possivelmente um agente cancerígeno para os seres humanos, apesar de existirem poucas provas de que a substância provoca câncer em cobaias.
Segundo a Agência de Proteção Ambiental (EPA) dos Estados Unidos, em 1986 o naftaleno foi atribuido ao Grupo C: Carcinógeno – poderá causar câncer/cancro.

## Destino no Meio Ambiente
Após o lançamento (derramamento) do naftaleno, o composto, em um solo arenoso, terá facilidade em infiltrar-se, chegando às águas subterrâneas. Vale ressaltar que o naftaleno nos solos e sedimentos não possui grande afinidade (não se liga ao mesmo), exceto no arenoso. No solo, alguns micro-organismos quebram as moléculas de naftaleno. Com isso, em contato com as águas subterrâneas, tenderá a dirigir-se a rios ou lagos, desaparecendo dentro de 2 semanas. Caso o produto permaneça na superfície, será destruído por bactérias ou evaporará no ar.
Por causa de sua pequena massa molecular, podem ser volatilizados a partir da água dos sistemas naturais, como indicam as meias-vidas de volatilização da naftaleno de 0,4 a 3,2 h (; ).
Pelo fato de o naftaleno não se ligar ao solo, o mesmo possui dificuldade no processo de infiltração. Além disso, os valores da meia-vida resultantes da biodegradação dos HPAs ligados a sedimentos dependem das condições de oxi-redução, mas estão compreendidos entre 0,3 e 129 dias para a naftaleno.

## Transporte no Meio Ambiente
O naftaleno é transportado através da dissolução em água com uma solubilidade de 3,17.104 ug/l. No solo será apenas um intermédio, já que se torna fracamente ligado ao mesmo, sendo o tipo de solo independente nesse caso.

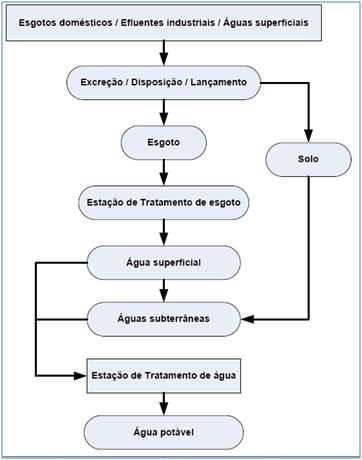
Fluxo grama do naftaleno

## Reações químicas, biológicas e fotoquímicas
O naftaleno, ao sofrer uma oxidação energética, produz a ruptura de um dos anéis aromáticos, formando novos componentes mais perigosos, podendo causar óbito.
O composto sofre biorremediação aeróbia sob condições específicas com forte adsorção em subsuperfície.
A biorremediação pode ocorrer “on site” ou “ex situ”, quando o solo e/ou a água subterrânea são removidos e tratados em um sistema em separado (tanques de reação contínua ou reatores de fluidificação, por exemplo); respectivamente na própria área ou em uma instalação situada em um outro local. Interferem no processo as características do material a ser tratado, as características e concentrações dos contaminantes presentes e as condições do meio (temperatura, umidade, estrutura, pH, teor de oxigênio, teor de nutrientes).
Os principais mecanismos de biotransformação de contaminantes orgânicos em água subterrânea são efetuados nos biofilmes, que são bactérias e polímeros extracelulares aderidos à subsuperfície e que obtém energia e nutrientes durante o fluxo da água subterrânea. A estrutura química dos poluentes orgânicos tem uma profunda influência na habilidade dos microrganismos de metabolizarem estas moléculas, especialmente com respeito às taxas de extensão da biodegradação. Alguns compostos orgânicos são rapidamente biodegradados enquanto outros são recalcitrantes (não biodegradáveis).
Considera-se a naftalina como um híbrido de ressonância de três estruturas canônicas. O composto sofre facilmente reações de substituição eletrofílica, principalmente na posição alfa, a mais reativa, nomeadamente reações de nitrificação, bromação, sulfonação e acidificação.
Por hidrogenação catalítica com níquel a 140-160 °C e a 30 atmosferas, origina o 1,2,3,4-tetra-hidronaftaleno, ou tetralina, cuja reação em condições mais fortes conduz à formação de per-hidronaftaleno, ou decalina.
A oxidação catalítica da naftalina com pentóxido de vanádio transforma-o em anidrido ftálico, importante matéria-prima na síntese de poliésteres.

## Outros produtos
A naftalina usada como agente anti-traça é um composto de partida para a produção de muitos produtos químicos, como o ácido ftálico, ftalatos, corantes, plásticos, solventes e derivados halogenados da naftalina (insecticidas, fungicidas e impregnantes para madeira).

## Casos de Contaminação
Na manhã do dia 16 de março de 1978, a máquina que dirigia o petroleiro Amoco Cadiz sofreu um dano na entrada sul do Canal da Mancha. Depois de diversas tentativas de reboque, o petroleiro gigante encalhou em um banco de areia diante de Portsall, na região francesa da Finisterra. Assim, as 227 mil toneladas de petróleo que estavam na embarcação acabaram ficando imobilizadas a menos de 3,6 km da costa. A partir das primeiras horas do dia 17 de março, o petróleo vazou, formando uma mancha de 6,5 km de raio. No dia 20 de março, a mancha principal media 16 km de largura por 72 km de comprimento, enquanto a poluição costeira se estendia de Aber Ildut, um estuário, até a ilha Vierge, chegando à comuna de Roscoff no dia 21 e depois se estendendo da ilha de Batz à ilha de Bréhat no dia 23.
Vinte e um anos mais tarde, em 12 de dezembro de 1999, o petroleiro Erika, em rota na Baía de Biscaya, enviava um sinal de emergência em meio a uma tormenta, porque estava se rompendo. Depois de a parte frontal já ter afundado, o navio rebocador de alto-mar Abeille Flandre tenta puxar sua parte de trás, mas esta começa a liberar petróleo no início da tarde do dia 13. Fracionado a uma infinidade de pequenas manchas, o óleo levou diversos dias para atingir a costa, que acabou poluída da Finisterra à Vendéia.
Na Bretanha e em toda a França, milhares de voluntários se mobilizaram durante meses para limpar as praias. Mesmo após o trabalho ser finalizado, o impacto ecológico profundo dessas catástrofes sobre o litoral, sua fauna e sua flora permaneceu uma questão em aberto. Hoje, porém, o programa de estudos sobre a maré negra do Erika se encerrou: o óleo pesado e tóxico desse pequeno petroleiro perturbou muito o ecossistema litoral, mas pouco o ecossistema submarino, enquanto aconteceu em grande medida o contrário com o óleo leve do gigante Amoco Cadiz. Um balanço ecológico dessas duas catástrofes pode esclarecer a causa dessas diferenças.
A poluição causada por uma maré negra evolui em três fases. Durante a fase de extensão, ela se espalha tanto superficialmente como em profundidade. É nessa fase, que dura aproximandamente o dobro do tempo de derramamento, que os organismos marinhos são envenenados ou mortos.
Vem em seguida a fase de estabilização, na qual a toxicidade dos diferentes elementos atingidos (água do mar, sedimentos, leitos, organismos vivos etc.) desaparece. Essa fase dura de alguns meses a mais de um ano, de acordo com a composição física e química do bioma.
Por fim, na fase de recolonização, as populações destruídas se reconstroem progressivamente. Marcada por diversos episódios, essa última etapa se estende por cerca de dez anos nas latitudes européias.
A amplitude da devastação acompanhou a quantidade e a natureza do petróleo bruto derramado: 227 mil toneladas de petróleo das variedades Arabian light e Iranian light foram encontradas no mar. Esses dois óleos brutos leves e voláteis continham 34% de hidrocarbonetos de um, dois ou três núcleos aromáticos (benzeno, fenantreno, dibenzotiofeno e naftaleno, este último o principal) e, portanto, uma grande proporção de hidrocarbonetos solúveis e tóxicos.
Enfim, cerca de 360 km de costa foram poluídos, de modo descontínuo, entre a falha de Talbert, a leste, e a baía de Audierne, a oeste. As operações de limpeza, entre abril e setembro de 1978, extraíram mais de 100 mil toneladas de detritos sólidos e emulsões, uma massa com mais 20 mil a 25 mil toneladas de petróleo puro. A limpeza, sobretudo a passagem das máquinas, degradou os solos e a vegetação dos sítios litorâneos.
De 1974 a 1978, os biólogos acompanharam as populações em zonas específicas de observação, uma em zona intermareal (sobre praias de areia fina e em areias da embocadura dos estuários de Aber Wrac'h e Aber Benoît) e outra em zona submareal (a 17 metros de profundidade nas areias finas da baía de Morlaix). Todos os resultados indicam que nas praias, onde o teor residual de hidrocarbonetos atingia ainda 1.000 ppm (partes por milhão) um ano após o naufrágio, a fauna de substituição constituída de espécies oportunistas regressou a partir da primavera de 1979.
Para obter esses resultados, três indicadores globais foram definidos e acompanhados regularmente: o número total de espécies, sua abundância (o número de indivíduos por metro quadrado) e a biomassa total. Ao longo dos anos de 1978, 1979 e 1980, o número total de espécies da macrofauna aumentou regularmente (passando de 0 a 22), o que correspondeu à primeira fase da recolonização. Esse número diminuiu ao longo do inverno europeu de 1980-1981 (ficou em 16), e depois cresceu novamente por três anos, para atingir uma quantidade alta (até 36) e reencontrar, a partir de 1984-1985, em média 20 espécies, com uma leve variabilidade sazonal. A abundância passou pelas mesmas fases: após o período de recolonização de 1978 a 1980, o mínimo que sobreveio durante o inverno de 1980-1981 foi seguido de uma nova fase de colonização.

Formula estrutural do Naftaleno.